# Manuel Avellaneda Gómez
Manuel Avellaneda Gómez (Cieza, Murcia, 24 de diciembre de 1938 - Mazarrón, Murcia, 27 de agosto de 2003) fue un pintor español que reflejó en sus cuadros los áridos paisajes y las marinas de su tierra natal, recuperando en pleno siglo XX la estética filosófica de la Generación del 98 y la del 27.

## Vida y obra
Comenzó los estudios de dibujo en su ciudad natal, que pronto continuó  en Murcia. En 1957 se trasladó a Madrid para estudiar en la Real Academia de Bellas Artes de San Fernando. Allí conoció a Benjamín Palencia que le descubriría la poética de la segunda Escuela de Vallecas, haciendo amistad también con el hiperrealista Antonio López.
En 1964 fue miembro fundador del grupo Aunar junto a los pintores José María Párraga y Aurelio Pérez Martínez y los escultores Elisa Séiquer, José Hernández Cano y los hermanos Toledo Sánchez; efímero grupo orientado a la renovación y ruptura en el panorama artístico murciano tradicional. En 1971 recibió el encargo de pintar los murales de la feria internacional que se realizó en la Casa de Campo de Madrid y a partir de ese momento comenzó a exponer con regularidad en las galerías de arte murcianas Chys y Zero.
En su obra, especialmente en el tratamiento de los paisajes, en los que el color desempeñaba el papel central, se encuentran influencias de la segunda escuela vallecana. En ese sentido, Manuel Avellaneda es su mejor representante como cronista del paisaje murciano, de su campo y espacios más áridos: Paisaje de Cieza, Paisaje de Ulea o Paisaje de Puerto Lumbreras, y también de paisajes marinos a los que dotaba de mayor colorido: Calma en Mazarrón. A finales de los ochenta ya había desarrollado un estilo mucho más personal e incorporado otros temas a su obra, desde pequeños bodegones a  formatos de mayor tamaño; aunque siempre fiel a su trabajo como paisajista.
En 1996 realizó el cartel para el Entierro de la Sardina en Murcia. También trabajó la acuarela, influido por su paisano Ramón Gaya, y como ilustrador de libros: Tierras murcianas de Azorín y Tierras de Castilla de Ortega y Gasset . 
A lo largo de su vida hizo exposiciones en: Madrid, Palma de Mallorca, Alicante, Albacete, Valladolid, Salamanca, Santander, Zaragoza, Sevilla, Londres, Lyon, Basilea... Su obra se encuentra en los siguientes museos: Museo de Bellas Artes de Murcia, Casa Museo Azorín de Alicante, en el Museo Zabaleta de Quesada, Museo de Jaén y el Museo del Grabado Español Contemporáneo, en Marbella.
El 27 de agosto de 2003 pintó el que sería su último cuadro, Marina, desde su estudio en la playa de Isla Plana, en la bahía de Mazarrón. Poco después moría a consecuencia de un infarto. Posteriormente se le han dedicado varias exposiciones retrospectivas, así como calles en Murcia y Cieza.